# Salesianeroblatinnen des Heiligen Herzens Jesu
Die Salesianeroblatinnen des Heiligen Herzens Jesu  (it: Salesiane Oblate del Sacro Cuore di Gesù, Ordenskürzel: SOSC und S.O.S.C.)  sind eine katholische Ordensgemeinschaft. 
Die am 8. Dezember 1933 von dem Salesianer Don Boscos und Bischof von Bova, Giuseppe Cognata SDB (1885–1972) in Bova Marina gegründete Schwesterngemeinschaft ist eine Kongregation päpstlichen Rechts und wurde durch Papst Johannes XXIII. per Dekret am 16. Januar 1962 anerkannt. Sitz des Ordens ist in Tivoli bei Rom. Der Orden ist in Italien, Bolivien und Peru, insbesondere in der Jugendarbeit tätig.